# Adolf Pohlmann (Pädagoge)

Adolf Pohlmann, ab 1909 Direktor der Stadttöchterschule I in Hannover

Adolf Pohlmann (* 13. Juni 1875 in Osnabrück; † 26. September 1956 in Hannover) war ein deutscher Lehrer und Schulleiter, sowie Luftschiffer.

## Leben
Adolf Pohlmann wurde im Jahr 1875 in Osnabrück geboren. Er studierte in Bonn, München, Berlin, Göttingen und im Ausland (Frankreich, England, Italien). In Göttingen promovierte Pohlmann an der dortigen Universität im Jahr 1906 mit einer Dissertation zum Thema Experimentelle Beiträge zur Lehre vom Gedächtnis.
Noch im selben Jahr erhielt Pohlmann eine Anstellung an der Göttinger Höheren Mädchenschule, arbeitet zuletzt 1909 als Oberlehrer am Göttinger Lyzeum. An Pfingsten 1909 begleitete Pohlmann den Luftfahrtpionier und Luftschiffer Johannes Poeschel und den Vorsitzenden der Fahrtenkommission des Niedersächsischen Vereins für Luftschifffahrt, Helmrich von Elgott, auf einer 48-stündigen Fahrt im Göttinger Heißluftballon „Segler“ von Bitterfeld nach Perrouse in Frankreich, worüber er noch im selben Jahr in den Illustrierten Aeronautischen Mitteilungen schrieb.
Pohlmann war Mitglied im Niedersächsischen und im Osnabrücker Verein für Luftschifffahrt sowie im Hannoverschen Verein für Luftfahrt. Am 15. Januar 1910 ernannte ihn der Niedersächsische Verein für Luftschifffahrt zum Freiballon-Führer (Führerzeugnis Nr. 263). Seine Führerfahrt führte er als Alleinfahrt aus. Im Jahr 1911 trat Pohlmann dem Nationalverband des Deutschen Luftschiffer-Verbandes (DLV) bei.
In Hannover wurde Adolf Pohlmann als Lehrer für Neusprachen tätig und übernahm Ostern 1910 zudem das Amt des Direktors der Stadttöchterschule I, die bereits seit Ostern 1906 mit einer Handelsschule und einem „höheren Handelsschulkursus mit Damenkursus“ verbunden war.

## Schriften (Auswahl)
- Der Schulfriede. Ein Vorschlag für Friedfertige, Essen: Bädeker, 1894
- Religionsunterricht und Schulaufsicht im Rahmen des Volksschulgesetzes. Promemoria, dem IX. Deutschen Evangelischen Schulkongress …, Gütersloh: C. Bertelsmann, 1896
- Experimentelle Beiträge zur Lehre vom Gedächtnis, Dissertation 1906 an der Universität Göttingen, Berlin: Gerdes & Hödel, 1906, online abrufbar bei archive.org
- llustrierte Aeronautische Mitteilungen, 1909, S. 497[9]
- Zwei Tage und zwei Nächte im Luftballon. Im Göttinger „Segler“ von Bitterfeld nach Frankreich – eine Pfingstfahrt mit Prof. Dr. Poeschel, Leipzig-Gohlis: Volger, 1909
- Erster Bericht über die Private Handelsschule für Mädchen in der Stadttöchterschule I zu Hannover von Direktor Dr. Pohlmann, enth. Berichte 1911 und 1912, Hannover 1912
- Festschrift zum 50jährigen Jubiläum der Privaten Handelsschule für Mädchen (früher: Gewerbliche Fortbildungsanstalt für konfirmierte Mädchen) in der Stadttöchterschule I zu Hannover am 3. März 1917 von Direktor Dr. Pohlmann, Hannover 1917
- 10 Jahre Handelsschule. Zehn Jahresberichte der Privaten Handelsschule für Mädchen in der Stadttöcherschule I über die Zeit von Ostern 1910–1920 sowie Lehrplan 1911, Festschrift 1917, Lehrplan 1920, Hannover 1920
- Aus einer deutschen Schule. Bilder in Reden und Ansprachen aus 15jähriger Direktortätigkeit an der Stadttöchterschule I zu Hannover, 552 Seiten mit 4 Schulhaus- und 6 Direktorbildern, 2. Auflage, Hannover: Helwingsche Verlagsbuchhandlung, 1927 [Ausgabe 1926]
- Beiträge in Deutsches Philologen-Blatt, Leipzig:
  - Vom Arbeitsunterricht in England. In: Deutsches Philologen-Blatt, Leipzig, Bd. 35 (1927), Ausgabe 32, S. 503–506
  - Aus Schule, Unterricht und Erziehung in England, in: Deutsches Philologen-Blatt, Bd. 35 (1927), Ausgabe 39, S. 616–620
  - Winke und Ratschläge für Frankreichfahrer, in: Deutsches Philologen-Blatt, Bd. 38 (1930), Ausgabe 10, S. 154–156
  - Winke und Ratschläge für Frankreichfahrer. In: Deutsches Philologen-Blatt, Bd. 38 (1930), Ausgabe 11, S. 167–169
- Jenseits des Kanals. Kulturkundliche Bilder aus England, Leipzig: Kuner, 1929
- Vom Fliegen und von einem Flug über die Alpen zur Adria, Hannover: Eichhorn Verlag, 1935

## Archivalien
Archivalien von und über Adolf Pohlmann finden sich beispielsweise
- als Akte Anstellung des Dr. Pohlmann an der höheren Mädchenschule im Stadtarchiv Göttingen, Archiv-Signatur I D 3,5 Nr.27[6]
- als Schriften von Pohlmann als Schuldirektor, im Stadtarchiv Hannover unter der Signatur StadtA H 1.HR.16.2[11]